# Gesellschaft für Anlagen- und Reaktorsicherheit
Die Gesellschaft für Anlagen- und Reaktorsicherheit gGmbH (GRS) ist eine technisch-wissenschaftliche Forschungs- und Sachverständigenorganisation mit rund 370 Mitarbeitern, davon mehr als 310 Wissenschaftlern. Ihre Hauptaufgabe besteht darin, die Sicherheit technischer Anlagen zu bewerten und zu verbessern und den Schutz von Mensch und Umwelt vor Gefahren und Risiken solcher Anlagen weiterzuentwickeln. Der Schwerpunkt der Arbeiten liegt auf den Gebieten der nuklearen Sicherheit, der Entsorgung radioaktiver Abfälle und des Strahlenschutzes. In diesen Fachgebieten unterstützt die GRS das Bundesministerium für Umwelt, Naturschutz und nukleare Sicherheit unter anderem durch Gutachten, wissenschaftliche Beratung und durch ein Notfallzentrum. Darüber hinaus forscht und berät die GRS zu Fragestellungen des technischen Umweltschutzes und im Bereich erneuerbarer Energien, beispielsweise zur Entsorgung chemo-toxischer Abfälle und zur Geothermie.
Die Gesellschafter der GRS sind mit je 46 % die Bundesrepublik Deutschland und die Technischen Überwachungsvereine sowie mit je 4 % die Bundesländer NRW und Bayern. Der Aufsichtsrat der GRS wird vom Parlamentarischen Staatssekretär im Bundesministerium für Umwelt, Naturschutz, nukleare Sicherheit und Verbraucherschutz, Jan-Niclas Gesenhues, geleitet.

## Geschichte der GRS
Die GRS entstand im Jahr 1976 durch Zusammenführung des „Laboratoriums für Reaktorregelung und Anlagensicherung“ (LRA) an der TU München und des „Instituts für Reaktorsicherheit der Technischen Überwachungs-Vereine e. V.“ (IRS) in Köln zur damaligen „Gesellschaft für Reaktorsicherheit“. Ihren Geschäftsbetrieb nahm sie zum 1. Januar 1977 auf. Standorte der GRS bei ihrer Gründung waren zunächst Köln und Garching bei München.
Im Oktober 1990 eröffnete die GRS ein neues Büro in Berlin, das etwa 40 Wissenschaftlern aus dem in Auflösung befindlichen SAAS der DDR neue Arbeitsplätze bot. Die GRS verfügt seitdem über einen großen Wissens- und Erfahrungsschatz im Bereich der osteuropäischen Reaktoren.
Im Januar 1992 wurde das „Institut für Sicherheitstechnologie GmbH (ISTec)“ als GRS-Tochter mit etwa 30 Mitarbeitern gegründet. Zum 1. April 2014 wurde das Institut vom TÜV Rheinland übernommen.
Im August 1992 hat die GRS gemeinsam mit der französischen IRSN (Institut de Radioprotection et de sûreté nucléaire) zu gleichen Teilen eine europäische wirtschaftliche Interessenvereinigung (EWIV) gegründet: die Firma Riskaudit IRSN/GRS International mit Sitz in Fontenay-aux-Roses, Frankreich. Riskaudit betreibt außerdem Büros in Moskau (Russland – Schließung erfolgte 2012) und Kiew (Ukraine), die eng mit GRS und IRSN zusammenarbeiten.
1995 erhielt die GRS mit dem GSF – Forschungszentrum für Umwelt und Gesundheit einen weiteren Betriebsteil in Braunschweig durch die Überleitung des Forschungsteils des Instituts für Tieflagerung der GSF. Der Braunschweiger Standort beherbergt das Endlagerforschungszentrum der GRS.

## Sonstiges
Gesellschaften mit einem ähnlichen Aufgabenspektrum gibt es auch in anderen Ländern, zum Beispiel:
- in Frankreich das Institut de Radioprotection et de Sûreté Nucléaire (IRSN). Die IRSN ist Teilhaber – gemeinsam und zu gleichen Teilen mit der GRS – an der Firma Riskaudit IRSN/GRS International (Europäische wirtschaftliche Interessenvereinigung, EWIV) mit Sitz in Fontenay-aux-Roses, Frankreich. Riskaudit betreibt außerdem Büros in Moskau (Russland) und Kiew (Ukraine), die eng mit IRSN und GRS zusammenarbeiten.
- in Japan die Japan Nuclear Energy Safety Organization (JNES)